# Entertainment One

Logo van Entertainment One

Entertainment One Ltd., gewoonlijk afgekort als eOne (voorheen bekend als Records on Wheels Limited, ROW Entertainment en E1 Entertainment), was een Canadees onafhankelijk amusementsbedrijf. Het bedrijf, gevestigd in Toronto, Ontario, is voornamelijk betrokken bij de acquisitie, distributie en productie van films, muziek en televisieseries. Het bedrijf was genoteerd aan de London Stock Exchange, maar werd op 30 december 2019 overgenomen door de Amerikaanse speelgoedfabrikant Hasbro.

## Geschiedenis
Het bedrijf vindt zijn oorsprong in de muziekdistributeur Records on Wheels (opgericht in 1970) en de muziekwinkelketen CD Plus. De keten was bezig met het verwerven van andere bedrijven om haar groothandelsactiviteiten in muziek en homevideo te versterken, wat leidde tot de aankoop van ROW in 2001. De vice-president of operations, Darren Throop, was bij het bedrijf gekomen nadat CD Plus zijn in Halifax gevestigde platenwinkelketen Urban Sound Exchange had overgenomen. Het gecombineerde bedrijf werd later bekend als ROW Entertainment, met Throop als president en CEO. Het bedrijf noteerde zichzelf op de Toronto Stock Exchange als een inkomenstrust, wat betekent dat de belastingen werden betaald door de aandeelhouders, in plaats van door het bedrijf zelf.
Daarna begon ROW zijn activiteiten te diversifiëren naar eigendom van inhoud. In juni 2005 verwierf het de Amerikaanse onafhankelijke muziekdistributeur en home entertainment-uitgever Koch Entertainment. In 2007 accepteerde het bedrijf een openbare overname van US$ 188 miljoen door Marwyn Investment Management om zijn expansie te financieren; het bedrijf kreeg een beursnotering als Entertainment One Ltd.

## Beheer
Het bedrijf heeft twee bedrijfsgebieden, waarvan één entertainment is en de andere productie en distributie.
- Entertainment One Television
- Entertainment One Benelux
- Entertainment One UK
- Entertainment One Canada
- Entertainment One Films USA
- Entertainment One Music
- Alliance Films